# Nežica (slap)
Nežica, imenovana tudi Prifarski jarak, je potok in levi pritok reke Kolpe na Kostelskem, v katero se izliva pri vasi Fara. Na njem je istoimenski slap oz. slapovi Nežice, ki jih po bližnji vasi Tišenpolj imenujejo tudi Tišenpoljski slapovi. So najpomembnejši slapovi na Kočevskem.
Potok izvira kot kraški izvir v zatrepu pod hribom Planico in Vrano steno, na višini okoli 350 m. Ker je voda zelo bogata s kalcijevim karbonatom, na svoji kratki poti tvori lehnjakove pragove, preko katerih pada oziroma se razliva v več slapovih. Lehnjak se izloča na vsej dolžini in je bogato obložen z mahom.
Prvi slap je v bližini zaselka Grbac, ki leži pod glavno cesto Kočevje–Petrina. Visok je približno 8 m, lehnjak ustvari lep baldahin, ki pokriva večjo votlino. Tik ob glavni cesti in pod mostom se preliva najlepši in najvišji drugi slap, ki je visok 15 m. Voda se preliva v neštetih curkih preko lehnjakovega praga. Tretji slap je visok približno 10 m. Nad njim se svet poravna, strmec se zmanjša in potok je ustvaril več manjših pragov in kadic. V naslednji strmini je še eno slapišče, visoko 20 m, v naklonu 45 º in v celoti prekrito z lehnjakom. 